# Stephanie Jallen
Stephanie Jallen soprannominata Hopper (Kingston, 13 febbraio 1996) è una sciatrice alpina statunitense paralimpica qualificata alle Paralimpiadi invernali 2014 a Soči con il Team USA, competizione dove ha vinto due medaglie di bronzo, nelle gare di super-G e supercombinata.

## Biografia
()
Figlia di Mike and Debra Jallen e sorella di Sarah, Stephanie Jallen è nata con un raro difetto genetico, la sindrome CHILD, un'emidisplasia congenita con ittiosi e deformità degli arti. Questa condizione ha colpito l'intero lato sinistro del corpo, rimasto sottosviluppato e con eruzioni cutanee, e si è resa necessaria l'amputazione della gamba. Cresciuta in modo simile ai bambini normodotati, Stephanie ha giocato a calcio, a basket e altri sport all'aria aperta. Il suo soprannome, Hopper, deriva dal fatto che quando non indossava le protesi, doveva saltare. Ha una stampella, ma la usa principalmente per l'equilibrio, preferendo di stare in piedi o muoversi sull'altra gamba. In un'intervista ha detto che non avrebbe voluto che i suoi arti fossero tornati alla normalità poiché ciò la renderebbe semplicemente "noiosa".
Nel 2007, all'età di undici anni, Jallen ha parlato davanti al senato della Pennsylvania ad Harrisburg, incoraggiando le vittime di amputazioni durante la guerra in Iraq e spronandole a non arrendersi.
Jallen sta studiando al King's College per ottenere la laurea in economia.

## Carriera
Jallen è venuta a contatto con lo sci in un centro di sci invernale, il Camelback Adaptive Ski Camp in Pennsylvania, nel 2006 e ha fatto il suo debutto internazionale nel 2011, diventando quell'anno stesso la campionessa statunitense di slalom.
Nel 2012, in un evento di super-G, ha subito un grave incidente a Kimberley, nella Columbia Britannica, riportando lesioni alla testa e alla schiena, la lacerazione del viso (ferita che ha necessitato di dodici punti di sutura), la frattura del piatto tibiale e lo strappamento di un legamento al ginocchio,, dovendo subire interventi chirurgici al ginocchio e alla caviglia.

### Paralimpiadi
Al suo debutto alle Paralimpiadi, le Paralimpiadi invernali di Sochi 2014, Jallen ha gareggiato per il Team USA (la seconda componente più giovane della squadra nazionale) in tre eventi: il super-G, lo slalom speciale e la supercombinata (nella categoria in piedi in tutti gli eventi). Nel super-G, con 1:30.14, è arrivata terza, dietro alle francesi Marie Bochet (in 1:24.20) e Solène Jambaqué (con un tempo di 1:26.20). Jallen è arrivata terza anche nella supercombinata con il tempo di 1:25.15 secondi, dietro a Bochet (con un tempo 1:24.91), al 1º posto e Andrea Rothfuss al 2º posto (in 1:26.88). Non ha invece terminato la gara di slalom speciale ed è caduta in quella dello slalom gigante.

## Premi e riconoscimenti
- Migliore atleta paralimpica donna (2014)
- Best Paralympic Moment award da parte del Comitato Olimpico degli Stati Uniti per la sua medaglia di bronzo ai Giochi paralimpici del 2014 a Soči (2014)[3]
- Luzerne County Sports Hall of Fame

## Palmarès

### Paralimpiadi
- 2 medaglie:
  - 2 bronzi (supergigante e supercombinata a Soči 2014)

### Campionati mondiali
- 1 medaglia:
  - 1 bronzo (slalom gigante a Panorama 2015)